# Autoseksualiteit

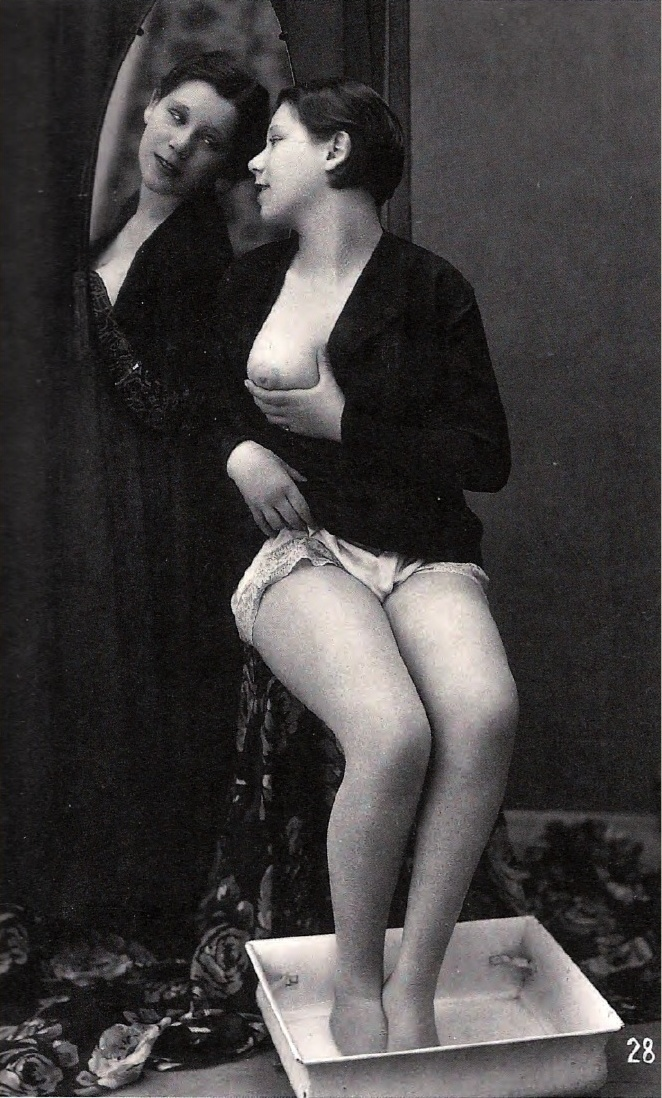
Een vrouw kijkt naar zichzelf in een spiegel terwijl ze haar eigen borst betast

Autoseksualiteit, soms wat verwarrend ook egoseksualiteit genoemd, is een seksuele voorkeur voor het eigen lichaam boven dat van een sekspartner. Bij een sterke voorkeur zal een autoseksueel geen behoefte hebben aan seks met iemand anders, maar wel behoefte hebben aan zelfbevrediging.
Masturbatie is een normaal onderdeel van de menselijke ontwikkeling en mensen beginnen er vaak al op vroege leeftijd mee. Er wordt zelfs beweerd dat deze activiteit al door foetussen wordt ontplooid. Anderzijds is het zeldzaam dat mensen zich alleen tot zichzelf aangetrokken voelen als ze genoeg andere opties hebben. Sommige mensen beschouwen autoseksualiteit als een parafilie. Men zou het ook als een bijzondere vorm van homoseksualiteit kunnen beschouwen omdat iedereen van hetzelfde geslacht is als zichzelf. Er zijn echter ook mensen die beweren dat het met geen van de genoemde mogelijkheden ook maar iets te maken heeft. Een autoseksueel hoeft verder niet egocentrisch, egoïstisch, narcistisch of solipsistisch te zijn.